# Viliamu Sekifu
Viliamu Sekifu (Vaitupu, 14 januari 1982) is een Tuvaluaans voetballer die uitkomt voor Tofaga.
Viliamu deed in 2007 mee met het Tuvaluaans voetbalelftal op de  Pacific Games 2007 waar hij drie wedstrijden speelde, en een keer scoorde, dat was in de wedstrijd tegen Tahiti, waar Tuvalu  1-1 gelijkspel behaalde, daar was Viliamu Sekifu de maker van het eerste ‘WK’-doelpunt van Tuvalu.

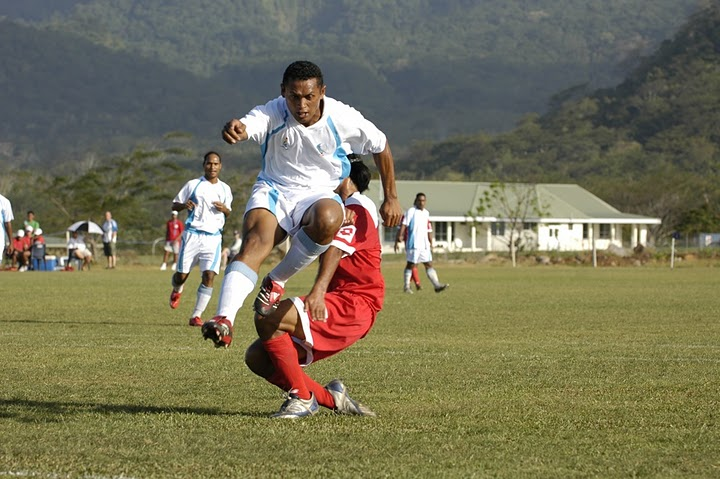
Sekifu tegen Tahiti